# I-индекс
i-индекс — это индекс публикационной активности научной организации, рассчитываемый на основе библиометрических показателей. Предложен в 2006 году независимо  М. Космульским и  Г. Пратхапом.

## Описание
Индекс рассчитывается на основе распределения индекса Хирша учёных из данной научной организации:
Научная организация имеет индекс i, если не менее i учёных из этой организации имеют h-индекс не менее i.